# Maria Guinot
Maria Guinot (Lisbona, 20 giugno 1945 – Cascais, 3 novembre 2018) è stata una cantante e pianista portoghese.
Il suo nome completo era Maria Adelaide Fernandes Guinot Moreno.

## Biografia
Rappresentò il suo Paese all'Eurovision Song Contest 1984 con la canzone Silêncio e tanta gente, piazzatasi all'undicesima posizione. Il brano ebbe un buon successo, non solo in patria: la cantante ne realizzò versioni in inglese (Silence), in tedesco (Augenblik der Illusion) e in francese (Le Silence et la Foule).
Maria Guinot morì nel novembre 2018 per un'infezione polmonare. Nel 2010 era sopravvissuta a tre ictus. 

## Discografia parziale

### Album
- Esta Palavra Mulher (LP, Ed. Autor, 1987)
- Maria Guinot (LP, Upav, 1991)
- Tudo Passa (CD, Âncora Editora, 2004)